# Niente di male
Niente di male è un singolo della cantautrice italiana Giorgia, pubblicato il 18 ottobre 2024.

## Descrizione
Il brano è stato scritto da Mara Sattei, Alessandro La Cava, Federica Abbate, Jacopo Porporino e prodotto da Cripo. Il brano ha segnato la seconda collaborazione artistica tra Giorgia e Mara Sattei dal brano Parentesi del 2022 di quest'ultima, anche se questa volta le due non hanno duettato canoramente. L'artista ha raccontato il significato del brano e la sua composizione:

## Accoglienza
Alessandro Alicandri di TV Sorrisi e Canzoni afferma che nel brano si sente l'impronta stilistica di Sattei, e che «si sentono le vibrazioni iniziali di Oronero, ma anche quella sintesi meravigliosa di classico e contemporaneo che abbiamo già sentito nel brano Parentesi». Alicandri riscontra sonorità gospel, ritenendo che «non c'è l'intenzione di creare una ballad, ma un brano che dall'interiorità cresce e diventa una festa gioiosa».
Andrea Conti de il Fatto Quotidiano definisce il brano «una ballad e non ballad che ci regala una nuova Giorgia» apprezzando il fatto che «regala nuove sfumature» della cantante.

## Video musicale
Il video musicale, diretto da Byron Rosero, è stato pubblicato il 21 ottobre 2024 attraverso il canale YouTube della cantautrice.

## Tracce
Testi e musiche di Sara Mattei, Alessandro La Cava, Federica Abbate, Nicola Lazzarin e Jacopo Porporino.
1. Niente di male – 3:37

## Classifiche
| Classifica (2024) | Posizione massima |
| ----------------- | ----------------- |
| Italia            | 84                |